# Firminus von Uzès

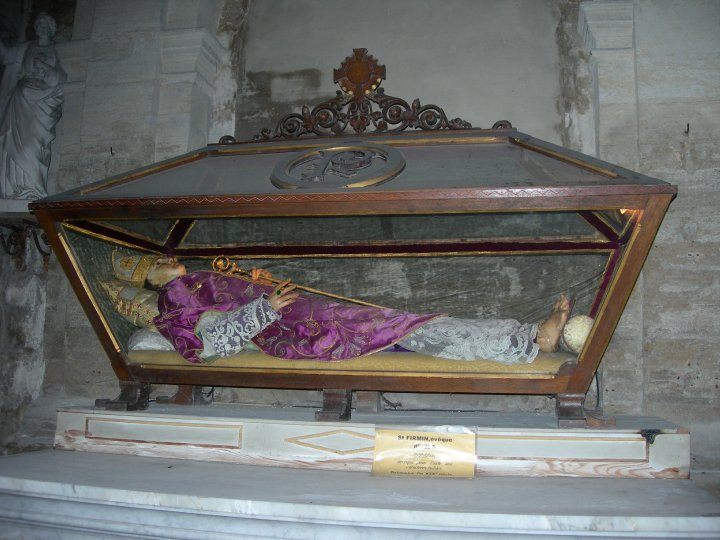
Glassarg mit den Reliquien von Firminus von Uzès in der Kirche Saint-Baudile in Nîmes

Firminus von Uzès (französisch Firmin d’Uzès, katalanisch Fermí d'Usès, * um 480 in Narbonne?; † 11. Oktober 553 in Nîmes?) war der vierte namentlich bekannte Bischof von Uzès. Er wird in der katholischen Kirche als Heiliger verehrt; sein Gedenktag ist der 11. Oktober.
Namentliche Verwechslungen mit dem Bischof und Märtyrer Firmin der Ältere von Amiens († um 303) oder dessen Nachfolger Firmin der Jüngere von Amiens sind möglich.

## Vita
Firminus wurde wahrscheinlich um das Jahr 480 als Sohn des Senators Tonantius Ferreolus und seiner Frau Industria geboren. Trotz Unstimmigkeiten in der Chronologie wurde er wahrscheinlich im Jahr 538 der Nachfolger des Bischofs Ruricus von Uzès. Er nahm an den Konzilen von Orléans der Jahre 541 und 549 teil. Im Jahr 551 war er beim Konzil von Eauze anwesend. Er starb zwei Jahre später und wurde in der von ihm gegründeten Kirche Saint-Baudile in Nîmes beigesetzt.

## Verehrung
In seiner Grabeskirche wird ein gläserner Sarg mit seinen sterblichen Überresten (Reliquien) gezeigt. Ansonsten sind keine nach ihm benannten Orte oder Kirchen im Süden Frankreichs oder in Katalonien bekannt.

## Darstellungen
Mittelalterliche Darstellungen des Firminus von Uzès sind unbekannt; neuzeitliche Darstellungen sind äußerst selten und zeigen ihn im Bischofsornat.